# Huonville

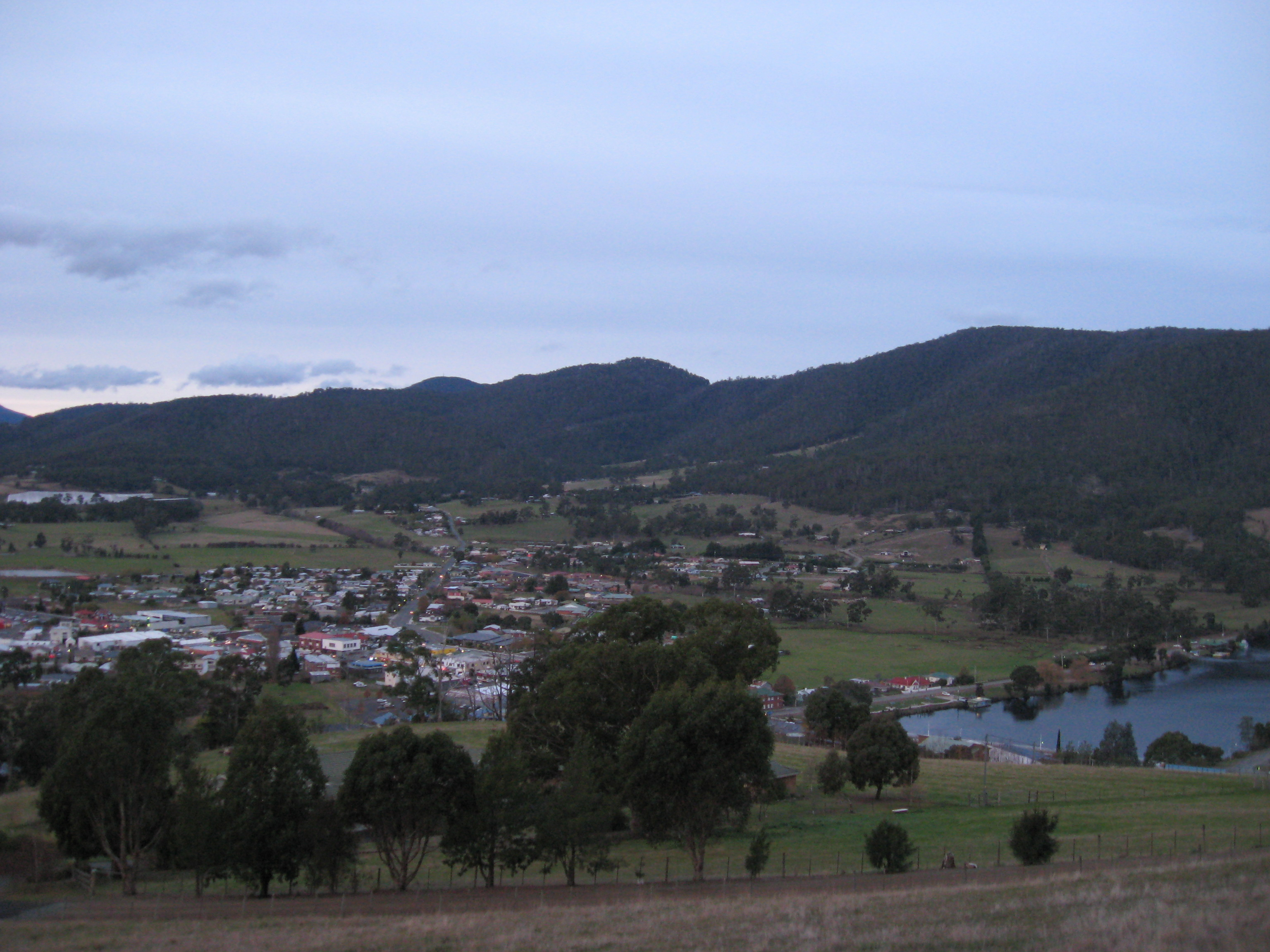
Panorama miasta

Huonville – miasto położone w australijskim stanie Tasmania, w południowo-wschodniej części wyspy, nad rzeką Huon. Od stolicy stanu miasta Hobart, Huonville jest oddalony w kierunku południowym o 38 km. Przez miasto przebiega autostrada Huon Highway. W Huonville zlokalizowana jest siedziba rady samorządu terytorialnego Huon Valley Council.
Region miasta jest jednym z głównych regionów na Tasmanii gdzie zlokalizowane są sady jabłek, występuje produkcja wiśni oraz hodowle ryb. Znaczenie przemysłu w mieście cały czas się zmniejsza od lat 50, XX wieku. Ważną gałęzią gospodarki w mieście jest turystyka.